# Alex Zanardi
Alessandro Zanardi (Bolonia, Italia; 23 de octubre de 1966), más conocido como Alex Zanardi, es un piloto de automovilismo italiano. Fue campeón de la CART World Series en 1997 y 1998, y obtuvo el tercer puesto en 1996. El piloto acumuló 15 victorias y 28 podios en 66 carreras disputadas en dicha categoría.
También compitió en Fórmula 1 para los equipos Jordan, Minardi, Lotus y Williams, consiguiendo un único punto en la temporada 1993.
A Zanardi le amputaron las dos piernas por el grave accidente que sufrió en CART en 2001. En 2004 volvió a las pistas y ha corrido con BMW en turismos y gran turismos. También fue medallista de oro en los Juegos Paralímpicos de 2012 en ciclismo de mano, logro que repitió en los Juegos de 2016.

## Automovilismo

### Inicios
En su adolescencia, Zanardi fue campeón italiano y europeo de karting. En 1988 pasó a competir en la categoría promocional de monoplazas Fórmula 3 Italiana. En 1989 resultó séptimo en dicho certamen y disputó además la Copa Europea de Fórmula 3, el Gran Premio de Pau y el Gran Premio de Macao.
El piloto fue subcampeón de Fórmula 3 Italiana en 1990, por detrás de Roberto Colciago y por delante de Max Angelelli. Asimismo venció en la Copa Europea de Fórmula 3 frente a Michael Schumacher y Yvan Muller entre otros.
Zanardi ascendió a Fórmula 3000 Internacional en 1991. Consiguió dos victorias y seis podios en diez carreras, obteniendo el subcampeonato por detrás de Christian Fittipaldi.

### Fórmula 1 y CART

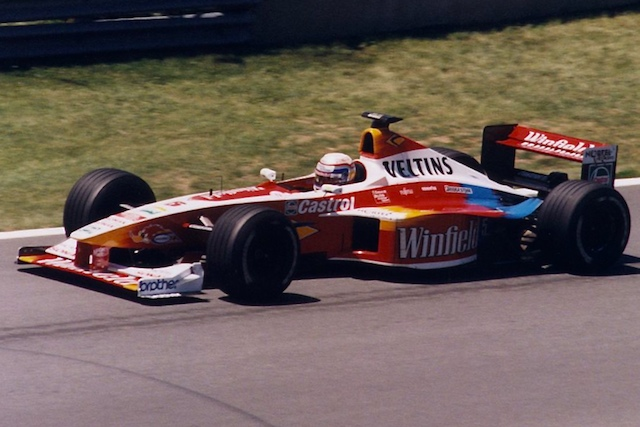
Zanardi en el GP de Canadá de 1999.

El italiano debutó como piloto de Fórmula 1 en el año 1991 con Jordan, logrando dos novenos lugares en tres apariciones. En 1992 fue piloto de pruebas de Benetton y disputó una carrera con Minardi.
En 1993, Zanardi se convirtió en piloto de Lotus. Obtuvo un punto de campeonato al llegar sexto en Interlagos, lo que lo colocó 20.º en la tabla de posiciones. Además, resultó séptimo en Mónaco y octavo en Donington. En Spa sufrió un choque que le provocó una conmoción cerebral y lo alejó de las pistas por varios meses.
Volvió a Fórmula 1 en 1994 para la fecha de Montmeló, donde resultó noveno. Llegó a meta en cinco de diez carreras, y acabó el campeonato sin puntos.

Zanardi quedó fuera de Fórmula 1 en 1995 y disputó algunas fechas de BPR Global GT Series con un Lotus Esprit oficial.

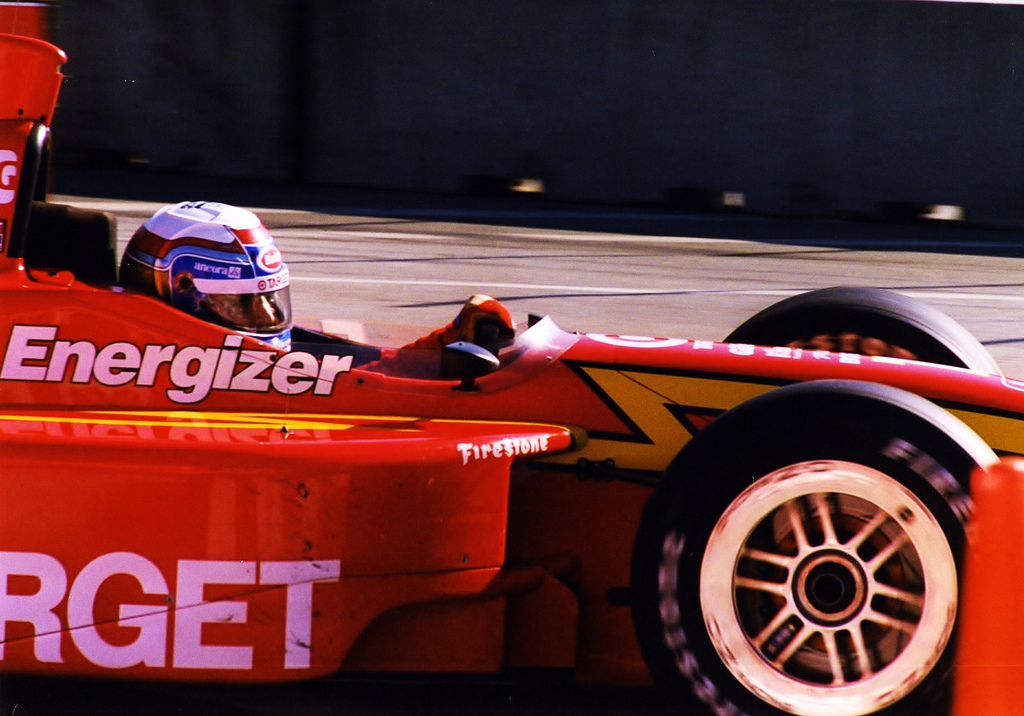
Alex Zanardi compitiendo en CART 1998.

En 1996 pasó a la serie CART con el equipo Ganassi. Acabó la tercera colocación por detrás de su compañero de equipo Jimmy Vasser y de Michael Andretti, siendo campeón de los novatos, con un total de tres victorias, seis podios y seis pole positions.
En 1997 consiguió cinco victorias y 11 top 5 en 16 carreras, además de cuatro pole positions. Pese a ausentarse de la última carrera, se coronó campeón ante Gil de Ferran y Jimmy Vasser.
Continuando en el equipo Ganassi de la CART, el italiano dominó la temporada 1998 al acumular siete triunfos y 15 podios en 19 carreras. Así, consiguió su segundo título por amplio margen frente a Vasser, Dario Franchitti y Adrián Fernández
Tras esos éxitos, Zanardi regresó a Fórmula 1 con Williams en 1999. Sus mejores resultados fueron un séptimo en Monza, octavo en Mónaco y Spa, y décimo en Sepang, por lo que no cosechó ningún punto en toda la temporada.
Luego de un año sabático en 2000, Zanardi volvió en la temporada 2001 a la CART con el equipo Mo Nunn. Obtuvo un cuarto puesto, un séptimo y un noveno como únicos top 10.

### Accidente en EuroSpeedway
El 15 de septiembre de 2001, durante la carrera de CART denominada  "The American Memorial" en el EuroSpeedway Lausitz, tuvo un gravísimo accidente que casi le cuesta la vida. El accidente ocurrió mientras Zanardi lideraba la carrera cuando faltaban 13 vueltas para el final. Después de una parada tardía en los pits, Zanardi salía de nuevo a la pista cuando aceleró bruscamente y perdió el control del auto. Patrick Carpentier fue capaz de evitarlo, pero Alex Tagliani no, y el coche de Zanardi fue impactado de costado, detrás de la rueda delantera, partiendo el monocasco por la mitad. La colisión le provocó la amputación de las dos piernas por encima de la rodilla. Zanardi perdió una gran cantidad de sangre (casi las tres cuartas partes del volumen sanguíneo), pero los equipos médicos llegaron rápidamente y sobrevivió. Fue la última vez que compitió en los vehículos monoplaza.

### Campeonato Mundial de Turismos

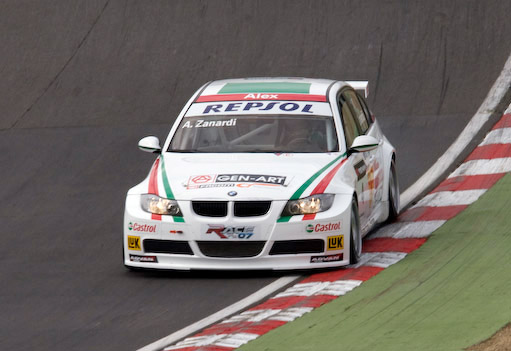
Alessandro compitiendo en el WTCC 2008.

Una vez pasado un periodo de rehabilitación, Zanardi volvió a las pistas en 2003 para disputar el Campeonato Europeo de Turismos con el equipo Ravaglia, pilotando un BMW Serie 3 con acelerador y frenos en el volante. En 2004 se convirtió en piloto oficial de BMW, quedando 14.º sin podios. En 2005, el italiano siguió con BMW en el reformulado Campeonato Mundial de Turismos. Logró una victoria, un tercer puesto y cuatro top 5 en 17 carreras, por lo que terminó décimo en la clasificación general.
Zanardi obtuvo en 2006 un triunfo, un segundo puesto, un tercero y un séptimo como únicos resultados puntuables, quedando así 11.º en el campeonato. En 2007 consiguió un tercer puesto y cuatro arribos en zona de puntos, por lo que se ubicó 15.º en la tabla final.
El piloto logró una victoria, tres podios y siete resultados puntuables en las 24 carreras del Campeonato Mundial de Turismos 2007. Por tanto, culminó 13.º en la clasificación general. En 2008 obtuvo su cuarto triunfo, así como seis arribos en zona de puntos, lo que lo colocaron 12.º en el campeonato.
Recientemente realizó una carrera en el circuito donde tuvo el accidente, completando una gran carrera y llegando a circular con un BMW parecido al que pilotaba entonces, los 311 km/h, récord para un piloto con discapacidad. Además ha vuelto a pilotar en 2006 un Fórmula 1, obviamente adaptado a sus necesidades.
A fines de 2009, BMW anunció que el año siguiente contaría con dos pilotos, quedando Zanardi fuera de la competición.

### Gran turismos
Zanardi volvió al automovilismo en 2014, al disputar la Blancpain Sprint Series con un BMW Z4 del equipo ROAL. En 2019 corrió para la marca alemana las 24 Horas de Daytona.

## Ciclismo de mano
Zanardi participó en los Juegos Paralímpicos de Londres 2012 representando a su país Italia, donde conquistó dos medallas de oro, la primera en la prueba contrarreloj individual H4, y la segunda en la prueba de ruta categoría H4 al terminar el recorrido en un tiempo de 2:00:33 horas.
El italiano compitió en el Campeonato Mundial de Ironman 2014, completando los 226 km de recorrido en 9:47′14″, ubicándose 272.º absoluto y 19.º de 247 en la clase de 45-49 años. Utilizó una bicicleta de mano en la sección de ciclismo y una silla de ruedas olímpica en la sección de maratón.

En los Juegos Paralímpicos de Río de Janeiro 2016, Zanardi consiguió la medalla de oro en la contrarreloj de ciclismo de mano H5 y la medalla de plata en la carrera de pelotón. La segunda de ellas la obtuvo el 15 de septiembre, exactamente 15 años después de su choque en Lausitzring.

## Resultados

### Fórmula 1
(Clave) (negrita indica pole position) (cursiva indica vuelta rápida)

| Año     | Escudería         | 1       | 2       | 3      | 4       | 5       | 6       | 7       | 8       | 9       | 10      | 11      | 12      | 13    | 14      | 15      | 16      | Pos. | Puntos |
| ------- | ----------------- | ------- | ------- | ------ | ------- | ------- | ------- | ------- | ------- | ------- | ------- | ------- | ------- | ----- | ------- | ------- | ------- | ---- | ------ |
| 1991    | Team 7UP Jordan   | USA     | BRA     | SMR    | MON     | CAN     | MEX     | FRA     | GBR     | GER     | HUN     | BEL     | ITA     | POR   | ESP 9   | JPN Ret | AUS 9   | NC   | 0      |
| 1992    | Minardi Team      | RSA     | MEX     | BRA    | ESP     | SMR     | MON     | CAN     | FRA     | GBR DNQ | GER Ret | HUN DNQ | BEL     | ITA   | POR     | JPN     | AUS     | NC   | 0      |
| 1993    | Team Lotus        | RSA Ret | BRA 6   | EUR 8  | SMR Ret | ESP 14  | MON 7   | CAN 11  | FRA Ret | GBR Ret | GER Ret | HUN Ret | BEL DNQ | ITA   | POR     | JPN     | AUS     | 20.º | 1      |
| 1994    | Team Lotus        | BRA     | PAC     | SMR    | MON     | ESP 9   | CAN 15  | FRA Ret | GBR Ret | GER Ret | HUN 13  | BEL     | ITA Ret | POR   | EUR 16  | JPN 13  | AUS Ret | NC   | 0      |
| 1999    | Winfield Williams | AUS Ret | BRA Ret | SMR 11 | MON 8   | ESP Ret | CAN Ret | FRA Ret | GBR 11  | AUT Ret | GER Ret | HUN Ret | BEL 8   | ITA 7 | EUR Ret | MYS 10  | JPN Ret | NC   | 0      |
| Fuente: |                   |         |         |        |         |         |         |         |         |         |         |         |         |       |         |         |         |      |        |

### Deutsche Tourenwagen Masters
(Clave) (negrita indica pole position) (cursiva indica vuelta rápida)

| Año     | Equipo       | Automóvil  | 1     | 2     | 3     | 4     | 5     | 6     | 7     | 8     | 9     | 10    | 11    | 12    | 13       | 14      | 15    | 16    | 17    | 18    | 19    | 20    | Pos. | Puntos |
| ------- | ------------ | ---------- | ----- | ----- | ----- | ----- | ----- | ----- | ----- | ----- | ----- | ----- | ----- | ----- | -------- | ------- | ----- | ----- | ----- | ----- | ----- | ----- | ---- | ------ |
| 2018    | BMW Team RMR | BMW M4 DTM | HOC 1 | HOC 2 | LAU 1 | LAU 2 | HUN 1 | HUN 2 | NOR 1 | NOR 2 | ZAN 1 | ZAN 2 | BRH 1 | BRH 2 | MIS 1 13 | MIS 2 5 | NÜR 1 | NÜR 2 | SPL 1 | SPL 2 | HOC 1 | HOC 2 | NC†  | 0†     |
| Fuente: |              |            |       |       |       |       |       |       |       |       |       |       |       |       |          |         |       |       |       |       |       |       |      |        |

- † Como piloto invitado, no fue apto para puntuar.